# Górzno (Cuiavia-Pomerania)
Górzno è un comune urbano-rurale polacco del distretto di Brodnica, nel voivodato della Cuiavia-Pomerania.
Ricopre una superficie di 119,38 km² e nel 2004 contava 3 921 abitanti.